# Gustavo Colman
Gustavo Colman (Pilar (Buenos Aires), 19 april 1985) is een voormalig Argentijns voetballer. Zijn huidige club is Rosario Central.

## Loopbaan
Colman speelde aanvankelijk voor Chacarita Juniors, een Argentijnse tweedeklasser, alvorens in 2006 naar de Antwerpse club Germinal Beerschot te verhuizen. Zijn prestaties bleven niet onopgemerkt en Colman werd na het seizoen 2007-2008 getransfereerd naar het Turkse Trabzonspor, waar hij een contract voor vijf jaar ondertekende.
Bij Trabzonspor is werd hij snel een vaste waarde van het elftal en een van de sterkhouders van het team. Met Trabzonspor wist hij in 2010 de Turkse Beker te veroveren en in 2011 won hij met Trabzonspor de Turkse Supercup. In 2011 haalde de club voor het eerst in de clubgeschiedenis van Trabzonspor de poulefase van de UEFA Champions League. Trabzonspor wist in een historisch duel met FC Internazionale de drie punten uit Italië mee te nemen naar Turkije. Colman werd in deze wedstrijd tot man van de wedstrijd gekozen door de UEFA en wist zich in de kijker te spelen van vele Europese topclubs zoals SL Benfica en FC Internazionale.
In februari 2015 keerde hij terug naar Argentinië, waar hij voor Rosario Central tekende.

## Statistieken[1]
| seizoen | club               | land       | competitie                   | wed. | goals |
| ------- | ------------------ | ---------- | ---------------------------- | ---- | ----- |
| 2003/04 | Chacarita Juniors  | Argentinië | Primera B Nacional Argentina | 7    | 1     |
| 2004/05 | Chacarita Juniors  | Argentinië | Primera B Nacional Argentina | 1    | 0     |
| 2005/06 | Chacarita Juniors  | Argentinië | Primera B Nacional Argentina | 25   | 4     |
| 2006/07 | Germinal Beerschot | België     | Jupiler League               | 27   | 4     |
| 2007/08 | Germinal Beerschot | België     | Jupiler League               | 18   | 0     |
| 2008/09 | Trabzonspor        | Turkije    | Süper Lig                    | 33   | 5     |
| 2009/10 | Trabzonspor        | Turkije    | Süper Lig                    | 30   | 9     |
| 2010/11 | Trabzonspor        | Turkije    | Süper Lig                    | 31   | 1     |
| 2011/12 | Trabzonspor        | Turkije    | Süper Lig                    | 30   | 2     |
| 2012/13 | Trabzonspor        | Turkije    | Süper Lig                    | 12   | 1     |
| 2013/14 | Trabzonspor        | Turkije    | Süper Lig                    | 16   | 1     |
| 2014/15 | Trabzonspor        | Turkije    | Süper Lig                    | 0    | 0     |
| 2014/15 | CA Rosario Central | Argentinië | Primera División             | 15   | 0     |
| 2015/16 | CA Rosario Central | Argentinië | Primera División             | 11   | 0     |
| 2016/17 | CA Rosario Central | Argentinië | Primera División             | 18   | 1     |
| 2017/18 | CA Rosario Central | Argentinië | Primera División             | 5    | 0     |
| Totaal  | Totaal             | Totaal     | Totaal                       | 279  | 29    |